# 35 mm
35 mm é uma bitola cinematográfica criada por George Eastman em 1889, a princípio para fotografia fixa, mas em seguida utilizada também nas primeiras experiências de cinema.
Para as gravações e exibições de suas produções para os cinemas, a Paramount Pictures deixou de usar o filme em 2014 para substituir pelo digital.

## História
Os primeiros filmes rodados pelos irmãos Lumière, em 1895, foram já realizados em 35 mm, apesar de as características de perfuração da bitola só terem sido definitivamente padronizadas em 1899. Mais tarde, em 1927, o filme 35 mm foi adaptado para receber som óptico. Tanto no período do cinema mudo quanto após a introdução do som, a bitola 35 mm foi o padrão para produções profissionais no mundo todo, com raríssimas excepções.

## Características da bitola
- largura do filme: 35 mm
- dimensões do fotograma: 22,05 × 16,03 mm
- proporção do fotograma: 1,37
- diagonal do fotograma: 27,26 mm
- distância entre fotogramas: 19,00 mm
- perfurações por fotograma: 4 + 4 (4 de cada lado)
- dimensões da perfuração: 2,79 × 1,98 mm
- espaço reservado ao som: 2,13 mm
- cadência de projeção: 24 qps ou 45,60 cm/s
- fotogramas em 1 m de filme: 53
- tempo de projeção de 100 m de filme: 3 min 40 s

## Resolução do filme 35 mm
A resolução real do filme é um assunto de muito debate. A Kodak afirma que 35 mm tem o equivalente a resolução de 6K (6.000 linhas horizontais) de acordo com um vice-presidente sênior da IMAX. O negativo IMAX tem até 18K (18.000 linhas horizontais), mesmo assim alguns filmes com esta tecnologia são gravados em 35 mm e depois remasterizados.